# Лерой Тауншип (округ Бредфорд, Пенсільванія)
Лерой Тауншип (англ. Leroy Township) — селище (англ. township) в США, в окрузі Бредфорд штату Пенсільванія. Населення — 635 осіб (2020).

## Демографія
Згідно з переписом 2010 року, у селищі мешкало 718 осіб у 267 домогосподарствах у складі 208 родин. Було 358 помешкань
Расовий склад населення:
| - 98,5 % — білих - 0,4 % — чорних або афроамериканців |

До двох чи більше рас належало 1,0 %. Частка іспаномовних становила 0,7 % від усіх жителів.
За віковим діапазоном населення розподілялося таким чином: 24,2 % — особи молодші 18 років, 57,4 % — особи у віці 18—64 років, 18,4 % — особи у віці 65 років та старші. Медіана віку мешканця становила 40,1 року. На 100 осіб жіночої статі у селищі припадало 105,1 чоловіків;  на 100 жінок у віці від 18 років та старших — 107,6 чоловіків також старших 18 років.
Середній дохід на одне домашнє господарство  становив 64 352 долари США (медіана — 50 278), а середній дохід на одну сім'ю — 70 757 доларів (медіана — 55 000). Медіана доходів становила 45 833 долари для чоловіків та 30 694 долари для жінок. За межею бідності перебувало 10,1 % осіб, у тому числі 15,4 % дітей у віці до 18 років та 11,1 % осіб у віці 65 років та старших.
Цивільне працевлаштоване населення становило 317 осіб. Основні галузі зайнятості: освіта, охорона здоров'я та соціальна допомога — 21,5 %, транспорт — 19,2 %, виробництво — 11,7 %, будівництво — 11,4 %.